# Sepia bertheloti
Sepia bertheloti är en bläckfiskart som beskrevs av D'Orbigny 1835 in Férussac. Sepia bertheloti ingår i släktet Sepia och familjen Sepiidae. IUCN kategoriserar arten globalt som otillräckligt studerad. Inga underarter finns listade i Catalogue of Life.